# Летнево (Лысковский район)
Летнево — деревня в Лысковском районе Нижегородской области. Входит в состав Кириковского сельсовета.

## География
Деревня расположена на правобережье Волги, в 82 км к востоку от Нижнего Новгорода и в 7 км от Лысково.
Через Летнево протекает река Сундовик. Ближайшие населённые пункты — Монари, Большое Шипилово, Красная Лука, Ермолино.

## Инфраструктура
В Летневе более 200 домов, есть и двухэтажные дома.
Улицы деревни:
- Улица Заречная
- Улица Колхозная
- Улица Мира
- Улица Набережная
- Улица Новая
- Улица Полевая
- Улица Центральная
- Улица Широкая